# Damir Martin
Damir Martin (født 14. juli 1988 i Vukovar) er en kroatisk roer og tredobbelt olympisk medaljevinder.

## Rokarriere
Martins første store resultat kom, da han ved junior-VM i 2006 vandt sølv i dobbeltsculler vandt bronze i singlesculler. I 2009 var han med i dobbeltfireren, der vandt VM-guld for U/23. Dette resultat gentog kroaterne i 2010, mens de ved EM for seniorer samme år fik sølv og ved senior-VM fik guld. Ved VM i 2011 blev det til bronze for den kroatiske dobbeltfirer.
Ved OL 2012 i London stillede Kroatien med samme besætning i dobbeltfireren, der de seneste år havde haft så stor succes. Ud over Martin bestod besætningen af David Šain samt brødrene Martin og Valent Sinković, og de vandt deres indledende heat og deres semifinale. I finalen var det tyskerne, der tog en tidlig føring, og den holdt de til mål og fik guld, mens kroaterne fik sølv og Australien bronze. Damir Martin var flagbærer for Kroatien ved afslutningsceremonien ved disse lege. Senere samme år fik kroaterne revanche, da de vandt EM-guld, og året efter vandt de VM-guld. Derpå blev den succesrige dobbeltfirer skilt, og Damir Martin begyndte at ro singlesculler. I denne båd blev han europamester i 2015 og 2016.
Ved OL 2016 i Rio de Janeiro stillede han op i singlesculler og blev nummer to i sit indledende heat. Herefter vandt han sin kvartfinale og blev nummer to i sin semifinale, og i finalen var det Martin og newzealænderen Mahé Drysdale, der førte an og kom i mål i nøjagtig samme tid. Målfotoet var ikke fuldstændig klart, men dommerne afgjorde, at Drysdale var forrest og fik guldet, mens Martin fik sølv og tjekken Ondřej Synek fik bronze.
I 2017 vandt Martin EM-sølv, men ellers havde han nogle år, hvor han lå lige uden for medaljerne ved de store mesterskaber. Det blev der rettet lidt op på ved OL 2020 i Tokyo (afholdt i 2021), hvor han efter en andenplads i sit indledende heat vandt sin kvartfinale og derpå blev nummer to i sin semifinale. I finalen vandt grækeren Stefanos Ntouskos, mens norske Kjetil Borch fik sølv, og Martin kneb sig ind på bronzepladsen, lige foran Sverri Nielsen fra Danmark. Efter endnu et par år med sekundære placeringer deltog Martin igen i OL 2024 i Paris, hvor han blev nummer 11.

## OL-medaljer
- 2012:  Sølv i dobbeltfirer
- 2016:  Sølv i singlesculler
- 2020:  Bronze i singlesculler